# 거문초등학교 신기분교
거문초등학교 신기분교장은 대한민국 강원도 평창군 진부면 신기봉산로 75-13 (신기리 190)에 있었던 공립 초등학교이다.

## 연혁
- 1965.08.19 거문국민학교 신기분교장 설립인가
- 1996.03.01 거문초등학교 신기분교로 개칭
- 2008.02.15 신기분교장 제38회 졸업
- 2008.03.01 거문초등학교로 통합